# Золота дзиґа (3-тя церемонія вручення)
  3-тя церемонія вручення нагород національної кінопремії «Золота дзиґа» Української кіноакадемії за професійні досягнення у розвитку українського кіно за 2018 рік відбулася 19 квітня 2019 року в КВЦ «Парковий» у Києві. Ведучими церемонії виступили акторка і телеведуча Дар'я Трегубова та журналіст і телеведучий Олег Панюта. Почесною гостею церемонії була директорка Європейської кіноакадемії Маріон Дерінг.

## Перебіг церемонії
20 листопада 2018 року Українська кіноакадемія оголосила, що на зборах її Правління був прийнятий регламент 3-ї національної кінопремії України, згідно з яким визначення переможців для нагородження кінопремією «Золота дзиґа» відбуватиметься у 20-ти категоріях та номінаціях 19 квітня 2019 року. Також було оголошено про запровадження з 2019 року двох нових номінацій — «Найкраща пісня» і «Найкращий монтаж».
3 грудня 2018 року стартував прийом заявок на участь у конкурсі кінопремії «Золота дзиґа», який тривав до 21 січня 2019 року.
4 лютого 2019 року, після перевірки фільмів на відповідність вимогам регламенту третьої національної кінопремії, Українська кіноакадемія оголосила довгий список фільмів, що претендують на здобуття кінопремії «Золота дзиґа» 2019 року. До нього увійшли 83 національні та створені у копродукції з Україною фільми. Цього ж дня члени кіноакадемії розпочали голосування за номінантів на премію «Золота дзиґа». Короткий список (шортлист) буде оголошено в березні 2019 року.
11 лютого 2019 Українська кіноакадемія оголосила, що лауреатом почесної нагороди «Золота дзиґа» за внесок в розвиток українського кіно цього року стане кінооператор Юрій Гармаш.
19 березня 2019 року на прес-конференції в кінотеатрі «Оскар» у Києві правління Української кіноакадемії оголосило номінантів на третю національну кінопремію. Фаворитами серед номінантів цього року стали стрічки «Брама» Володимира Тихого та «Дике поле» Ярослава Лодигіна, які номіновано в 12 категоріях. Ще 10 номінацій має стрічка «Коли падають дерева» Марисі Нікітюк.
19 березня 2019 року Українська кіноакадемія оголосила про старт голосування за фільм у номінації «Премія глядацьких симпатій», яке тривало до 10 квітня на сайті segodnya.ua.

## Статистика
Фільми, що отримали по кілька номінацій:
| Тип | Назва фільму             | Номінації | Перемоги |
| --- | ------------------------ | --------- | -------- |
| п/ф | Брама                    | 12        | 4        |
| п/ф | Дике поле                | 12        | 5        |
| п/ф | Коли падають дерева      | 10        | 1        |
| п/ф | Донбас                   | 6         | 3        |
| п/ф | Шляхетні волоцюги        | 5         | 1        |
| п/ф | Секс і нічого особистого | 4         | —        |
| п/ф | DZIDZIO Перший раз       | 3         | 2        |
| п/ф | Позивний «Бандерас»      | 3         | 1        |
| п/ф | 11 дітей з Моршина       | 2         | —        |
| п/ф | Гірська жінка: на війні  | 2         | 1        |
| п/ф | Герой мого часу          | 2         | —        |
| п/ф | Січень — березень        | 2         | —        |
| д/ф | Тато — мамин брат        | 2         | —        |
| д/ф | Міф                      | 2         | 1        |

## Список лауреатів та номінантів
★Переможців виділено окремим кольором.

### Основні категорії
| Категорії                                     | Лауреати та номінанти | Лауреати та номінанти | Лауреати та номінанти                                                           |
| --------------------------------------------- | --- | --- | ------------------------------------------------------------------------------- |
| Найкращий фільм                               | ★ «Донбас», реж. Сергій Лозниця, співпродюсер Денис Іванов | ★ «Донбас», реж. Сергій Лозниця, співпродюсер Денис Іванов                                                                                         |                                                                                 |
| Найкращий фільм                               | • «Брама», реж. Володимир Тихий, продюсери — Ігор Савиченко, Марко Супрун, Володимир Тихий, Володимир Філіппов, Алла Овсяннікова, Андрій Суярко               | |                                                                                 |
| Найкращий фільм                               | • «Гірська жінка: на війні», реж. Бенедикт Ерлінгссон, співпродюсер — Сергій Лавренюк                                                                         | |                                                                                 |
| Найкращий фільм                               | • «Дике поле», реж. Ярослав Лодигін, продюсер — Володимир Яценко                                                                                              | |                                                                                 |
| Найкращий фільм                               | • «Коли падають дерева», реж. Марися Нікітюк, продюсери — Ігор Савиченко, Роман Климпуш, Володимир Філіппов, Сергій Лавренюк, Алла Овсяннікова, Андрій Суярко | |                                                                                 |
| Найкращий режисер (премія імені Юрія Іллєнка) | | ★ Сергій Лозниця — «Донбас» | ★ Сергій Лозниця — «Донбас»                                                     |
| Найкращий режисер (премія імені Юрія Іллєнка) | • Ярослав Лодигін — «Дике поле» | |                                                                                 |
| Найкращий режисер (премія імені Юрія Іллєнка) | • Марися Нікітюк — «Коли падають дерева» | |                                                                                 |
| Найкращий режисер (премія імені Юрія Іллєнка) | • Антоніна Ноябрьова — «Герой мого часу» | |                                                                                 |
| Найкращий режисер (премія імені Юрія Іллєнка) | • Володимир Тихий — «Брама» | |                                                                                 |
| Найкращий актор                               | | ★ Олег Москаленко — «Дике поле» за роль Германа |                                                                                 |
| Найкращий актор                               | • Євген Бушмакін — «Герой мого часу» за роль Жоріка | |                                                                                 |
| Найкращий актор                               | • Роман Луцький — «Секс і нічого особистого» за роль Сергія                                                                                                   | |                                                                                 |
| Найкращий актор                               | • Ярослав Федорчук — «Брама» за роль Вовчика | |                                                                                 |
| Найкраща акторка                              | | ★ Ірма Вітовська — «Брама» за роль баби Прісі |                                                                                 |
| Найкраща акторка                              | • Анастасія Пустовіт — «Коли падають дерева» за роль Лариси                                                                                                   | |                                                                                 |
| Найкраща акторка                              | • Руслана Хазіпова — «Дике поле» за роль Олі | |                                                                                 |
| Найкращий актор другого плану                 | | ★ Володимир Ямненко — «Дике поле» за роль Кочі |                                                                                 |
| Найкращий актор другого плану                 | • Георгій Делієв — «Донбас» за роль «Батяні» | |                                                                                 |
| Найкращий актор другого плану                 | • Сергій Притула — «Секс і нічого особистого» за роль Василя                                                                                                  | |                                                                                 |
| Найкраща акторка другого плану                | | ★ Віталіна Біблів — «Брама» за роль Славки |                                                                                 |
| Найкраща акторка другого плану                | • Олеся Жураківська — «Донбас» за роль дівчини з відром | |                                                                                 |
| Найкраща акторка другого плану                | • Лариса Руснак — «Січень — березень» за роль матері Юри | |                                                                                 |
| Найкращий оператор-постановник                | | ★ Сергій Михальчук — «Дике поле» | ★ Сергій Михальчук — «Дике поле»                                                |
| Найкращий оператор-постановник                | • Юрій Король — «Шляхетні волоцюги» | |                                                                                 |
| Найкращий оператор-постановник                | • Слава Цвєтков — «Брама» | |                                                                                 |
| Найкращий художник-постановник                | | ★ Владлен Одуденко — «Дике поле» | ★ Владлен Одуденко — «Дике поле»                                                |
| Найкращий художник-постановник                | • Влад Дудко — «Коли падають дерева» | |                                                                                 |
| Найкращий художник-постановник                | • Володимир Романов — «Шляхетні волоцюги» | |                                                                                 |
| Найкращий сценарист                           | | ★ Сергій Лозниця — «Донбас» | ★ Сергій Лозниця — «Донбас»                                                     |
| Найкращий сценарист                           | • Павло Ар'є, Володимир Тихий — «Брама» | |                                                                                 |
| Найкращий сценарист                           | • Ярослав Лодигін, Сергій Жадан, Наталія Ворожбит — «Дике поле»                                                                                               | |                                                                                 |
| Найкращий сценарист                           | • Марися Нікітюк — «Коли падають дерева» | |                                                                                 |
| Найкращий монтаж                              | | ★ Іван Банніков — «Коли падають дерева», «Позивний „Бандерас“», «Вона та війна»                                                                    | ★ Іван Банніков — «Коли падають дерева», «Позивний „Бандерас“», «Вона та війна» |
| Найкращий монтаж                              | • Андрій Загданський — «Михайло та Даниїл» | |                                                                                 |
| Найкращий монтаж                              | • Вадим Ільков — «Тато — мамин брат» | |                                                                                 |
| Найкращий монтаж                              | • Ярослав Попов — «Міф» | |                                                                                 |
| Найкращий монтаж                              | • Олександр Чорний — «Дике поле» | |                                                                                 |
| Найкращий композитор                          | | ★ Антон Байбаков — «Брама» |                                                                                 |
| Найкращий композитор                          | • Микита Моісеєв — «Коли падають дерева» | |                                                                                 |
| Найкращий композитор                          | • Юхим Чупакін — «Дике поле» | |                                                                                 |
| Найкраща пісня                                | | ★ «Моя мамонько рідненька» — учасниці українського жіночого хору: Ірина Данилейко, Галина Гончаренко, Сусанна Карпенко («Гірська жінка: на війні») |                                                                                 |
| Найкраща пісня                                | • «11 дітей з Моршина» — Сергій Бабкін («11 дітей з Моршина»)                                                                                                 | |                                                                                 |
| Найкраща пісня                                | • «Кобіти» — Ryband («Шляхетні волоцюги») | |                                                                                 |
| Найкраща пісня                                | • «Моя любов» — Михайло Хома («DZIDZIO Перший раз») | |                                                                                 |
| Найкраща пісня                                | • «Не метелиця лугом стелиться», Ірма Вітовська («Брама») | |                                                                                 |
| Найкращий звукорежисер                        | | ★ Сергій Степанський — «Дике поле», «DZIDZIO Перший раз»                                                                                           |                                                                                 |
| Найкращий звукорежисер                        | • Михайло Закуцький — «Брама» | |                                                                                 |
| Найкращий звукорежисер                        | • Артем Мостовий — «Бобот та енергія Всесвіту», «Зрадник» | |                                                                                 |
| Найкращий звукорежисер                        | • Андрій Рогачов та Борис Петер — «Січень — березень» | |                                                                                 |
| Найкращий звукорежисер                        | • Олександр Шатківський — «Коли падають дерева» | |                                                                                 |
| Найкращий художник із гриму                   | | ★ Катерина Струкова — «Брама» |                                                                                 |
| Найкращий художник із гриму                   | • Ольга Аїтарнія — «Шляхетні волоцюги», «Позивний „Бандерас“»                                                                                                 | |                                                                                 |
| Найкращий художник із гриму                   | • Тетяна Хорошун — «Коли падають дерева» | |                                                                                 |
| Найкращий художник з костюмів                 | | ★ Марія Керо — «Шляхетні волоцюги» |                                                                                 |
| Найкращий художник з костюмів                 | • Олена Гресь — «Брама», «Секс і нічого особистого» | |                                                                                 |
| Найкращий художник з костюмів                 | • Костянтин Кравець — «Коли падають дерева» | |                                                                                 |
| Найкращий документальний фільм                | ★ «Міф», реж. Леонід Кантер, Іван Ясній | ★ «Міф», реж. Леонід Кантер, Іван Ясній |                                                                                 |
| Найкращий документальний фільм                | • «Домашні ігри», реж. Аліса Коваленко | |                                                                                 |
| Найкращий документальний фільм                | • «Тато — мамин брат», реж. Вадим Ільков | |                                                                                 |
| Найкращий документальний фільм                | • «Явних проявів немає», реж. Аліна Горлова | |                                                                                 |
| Найкращий анімаційний фільм                   | ★ «Мімікрія», реж. Фройд М. Вайзер (Борис Бубнов) | ★ «Мімікрія», реж. Фройд М. Вайзер (Борис Бубнов)                                                                                                  |                                                                                 |
| Найкращий анімаційний фільм                   | • «Голодний дух», реж. Костянтин Федоров | |                                                                                 |
| Найкращий анімаційний фільм                   | • «Монах», реж. Сашко Даниленко | |                                                                                 |
| Найкращий анімаційний фільм                   | • «Найтемніший синій колір», реж. Оксана Курмаз | |                                                                                 |
| Найкращий анімаційний фільм                   | • «Як розвеселити Самотність», реж. Степан Коваль | |                                                                                 |
| Найкращий ігровий короткометражний фільм      | ★ «Mia Donna», реж. Павло Остріков | ★ «Mia Donna», реж. Павло Остріков |                                                                                 |
| Найкращий ігровий короткометражний фільм      | • «В радості, тільки в радості», реж. Марина Рощина | |                                                                                 |
| Найкращий ігровий короткометражний фільм      | • «Штангіст», реж. Дмитро Сухолиткий-Собчук | |                                                                                 |

### Спеціальні нагороди
| Нагорода                                               | Лауреати                   | Лауреати                                                |                                                         |
| ------------------------------------------------------ | -------------------------- | ------------------------------------------------------- | ------------------------------------------------------- |
| Премія за внесок у розвиток українського кінематографа |                            | ★ Юрій Гармаш, кінооператор                             | ★ Юрій Гармаш, кінооператор                             |
| Премія глядацьких симпатій                             | Премія глядацьких симпатій | ★ «DZIDZIO Перший раз», реж. Михайло Хома і Тарас Дронь | ★ «DZIDZIO Перший раз», реж. Михайло Хома і Тарас Дронь |
| Премія глядацьких симпатій                             | Премія глядацьких симпатій | • «11 дітей з Моршина», реж. Аркадій Непиталюк          |                                                         |
| Премія глядацьких симпатій                             | Премія глядацьких симпатій | • «Дике поле», реж. Ярослав Лодигін                     |                                                         |
| Премія глядацьких симпатій                             | Премія глядацьких симпатій | • «Донбас», реж. Сергій Лозниця                         |                                                         |
| Премія глядацьких симпатій                             | Премія глядацьких симпатій | • «Позивний „Бандерас“», реж. Заза Буадзе               |                                                         |
| Премія глядацьких симпатій                             | Премія глядацьких симпатій | • «Пригоди S Миколая», реж. Семен Горов                 |                                                         |
| Премія глядацьких симпатій                             | Премія глядацьких симпатій | • «Свінгери», реж. Андрейс Екіс                         |                                                         |
| Премія глядацьких симпатій                             | Премія глядацьких симпатій | • «Секс і нічого особистого», реж. Ольга Ряшина         |                                                         |
| Премія глядацьких симпатій                             | Премія глядацьких симпатій | • «Сотка», реж. Олександр Бєляк                         |                                                         |
| Премія глядацьких симпатій                             | Премія глядацьких симпатій | • «Таємний щоденник Симона Петлюри», реж. Олесь Янчук   |                                                         |

## Матеріали
- Лілія Зінченко. Битва «Брами» з «Диким полем». Як вручали кінопремію «Золота Дзиґа 2019». Детектор медіа. 19.04.2019. Архів оригіналу за 19 квітня 2019.
- «Золота дзиґа 2019»: зіркова червона доріжка. Телекритика. 20.04.2019. Архів оригіналу за 22 квітня 2019.